# 1883 na Venezuela
Esta é uma cronologia dos principais fatos ocorridos no ano de 1883 na Venezuela.

## Arte
- La muerte del Libertador, de Antonio Herrera Toro.
- La muerte de Girardot en Bárbula, de Cristóbal Rojas.
- Tipos italianos, El puerto de La Guaira e La firma del Acta de la Independencia, de Martín Tovar y Tovar, sendo a última destinada ao Palácio Federal Legislativo.

## Livros
- Segunda edição de Venezuela heroica, de Eduardo Blanco.
- El carbón mineral en Venezuela, de Adolfo Ernst.
- Flor (poema), de Juan Antonio Pérez Bonalde.

## Personalidades

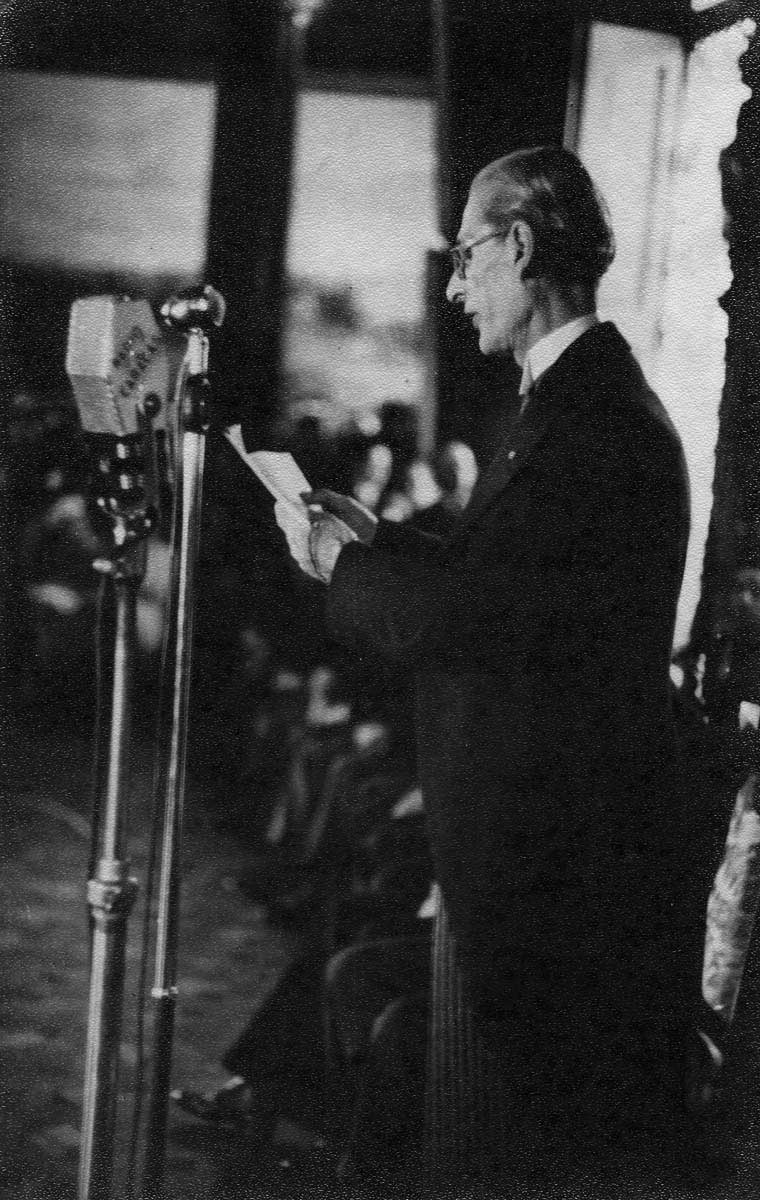
Eleazar López Contreras

### Nascimentos
- 5 de maio – Eleazar López Contreras (m. 1873), presidente da Venezuela entre 1935 e 1941.[1]